# اليوم الدولي للتفكر في الإبادة الجماعية التي وقعت في عام 1994 ضد التوتسي في رواندا
اليوم الدولي للتفكر في الإبادة الجماعية التي وقعت في عام 1994 ضد التوتسي في رواندا (بالإنجليزية: International Day of Reflection on the 1994 Rwanda Genocide)‏ هو حدث للأمم المتحدة، يُقام في 7 أبريل من كل عام، أقرته الجمعية العامة للأمم المتحدة سنة 2004 لتذكر وللتأمل في الإبادة الجماعية في رواندا التي وقعت سنة 1994، وراح ضحيتها ما يقارب مليون شخص.

## وصلات خارجية
- الموقع الرسمي.